# Манчано
Манчано (итал. Manciano) је насеље у Италији у округу Гросето, региону Тоскана.
Према процени из 2011. у насељу је живело 3104 становника. Насеље се налази на надморској висини од 383 м.

## Становништво
Према резултатима пописа становништва 2011. у општини је живело 7.259 становника.
| 1951. | 1961. | 1971. | 1981. | 1991. | 2001. | 2011. |
| ----- | ----- | ----- | ----- | ----- | ----- | ----- |
| 8.983 | 9.284 | 8.063 | 7.581 | 7.145 | 6.871 | 7.259 |